# Проводи нареченої
«Проводи нареченої» — радянський художній фільм 1985 року, знятий режисером Учкуном Назаровим на кіностудії «Узбекфільм».

## Сюжет фільму
Фільм знято за мотивами повісті Максуда Карієва «Проводи нареченої». Узбекистан, 1920-ті роки. Якось уночі в далекому гірському кишлаку з'являються басмачі й вимагають від старого Дехканбая віддати за дружину їхньому ватажку його дочку Чулпон. Щоб врятувати доньку, старий відправляє її до сусіднього кишлаку і просить у червоноармійців провожатого. У тяжкому шляху через гори зароджуються сильні почуття Чулпон та Джурабека. Несподівано в одній з ущелин герої бачать басмачів та пов'язаного Дехканбая. Джурабек кидається на допомогу старому і, вбитий кулею, гине. Взявши у коханого зброю, Чулпон вступає у поєдинок із бандою.

## У ролях
- Фатіма Фархаді — Чулпон
- Рустам Уразаєв — Джурабек
- Джавлон Хамраєв — головна роль
- Вадим Іванов — роль другого плану
- Рустам Тураєв — роль другого плану
- Максуд Мансуров — роль другого плану

## Знімальна група
- Режисер — Учкун Назаров
- Сценаристи — Учкун Назаров, Ярослав Філіппов
- Оператор — Абдурахім Ісмаїлов
- Композитор — Кудратулло Хікматов